# آزمون بازیگری (فیلم ۱۹۷۶)
آزمون بازیگری (لهستانی: Zdjęcia próbne) یک فیلم درام روان‌شناختی لهستانی است که در سال ۱۹۷۶ ساخته و در سال ۱۹۷۷ منتشر شد.

## گزیدهٔ بازیگران
- داریا ترافانکوفسکا
- آندژی پیچنسکی
- میروسواوا مارخِلوک
- اورشولا مودژینسکا
- آندری وایدا
- دانیل اولبریخسکی
- یانوش گووواتسکی
- ماچئی کارپینسکی
- یانوش زائورسکی
- آدام فرنتسی
- ماوگوژاتا زایاژکوفسکا
- آگنیشکا هولاند
- داریا ترافانکوفسکا